# Arnold Steinhardt
Arnold Steinhardt (* 1. April 1937 in Los Angeles) ist ein US-amerikanischer Geiger und Musikpädagoge.
Steinhardt hatte den ersten Violinunterricht bei Karl Moldrem, Peter Meremblum und Toscha Seidel und debütierte vierzehnjährig mit dem Los Angeles Philharmonic Orchestra. Er setzte seine Ausbildung bei Ivan Galamian am Curtis Institute fort und studierte, gefördert von George Szell, in der Schweiz bei Joseph Szigeti.  1957 gewann er die Philadelphia Youth Competition, 1958 den Leventritt Award und 1963 die Bronzemedaille bei der Queen Elizabeth International Violin Competition.
In den Folgejahren trat er als Rezitalist und Solist u. a. mit dem New York Philharmonic Orchestra, dem Detroit Symphony Orchestra und dem Cleveland Orchestra in Nordamerika und Europa auf. 1964 gründete er mit dem Geiger John Dalley, dem Bratschisten Michael Tree und dem Cellisten David Soyer das Guarneri String Quartet, dem er bis zu dessen Auflösung 2009 als Erster Geiger angehörte. Mit dem Quartett unternahm er zahlreiche internationale Tourneen und nahm Dutzende Alben bei RCA Victor, Philips, Arabesque und Surrounded By Entertainment auf. Mit Seymour Lipkin spielte er sämtliche Werke Franz Schuberts für Violine und Klavier ein, zwei Alben entstanden mit dem Pianisten Lincoln Mayorga. Mit seinem Bruder Victor Steinhardt nahm er ein Album mit wenig bekannter amerikanischer Musik auf.
Als Professor für Violine und Kammermusik unterrichtete Steinhardt an der Colburn School, am Bard College und am Curtis Institute of Music. Er schrieb Artikel für Zeitschriften wie Chamber Music America, Musical America und Keynote und veröffentlichte zwei Bücher: Indivisible by Four: A String Quartet in Pursuit of Harmony (Farrar, Straus and Giroux, 1998; deutsch: Mein Leben zu viert. Von der Kunst, aufeinander zu hören – das Guarneri Quartett, Albrecht Knaus Verlag, München 2000) und Violin Dreams (Houghton Mifflin, 2006). Die University of South Florida und das Harpur College verliehen ihm Ehrendoktortitel, und Ed Koch, der Bürgermeister von New York, zeichnete ihn für seine Verdienste um die Kultur aus. 2010 wurde er Mitglied der American Academy of Arts and Sciences. Steinhardt spielt eine Geige von Lorenzo Storioni aus dem 18. Jahrhundert.

## Weblink
- Website von Arnold Steinhardt